# هاري كايت
هاري كايت (بالإنجليزية: Harry Kite) هو لاعب كرة قدم بريطاني، ولد في 2001 في Crediton ‏ في المملكة المتحدة. لعب مع نادي إكزتر سيتي.

## وصلات خارجية
- هاري كايت على موقع قاعدة بيانات كرة القدم.إي يو (الإنجليزية)
- هاري كايت على موقع Soccerbase.com (لاعب) (الإنجليزية)